# Gran Premio motociclistico degli Stati Uniti d'America 1993
Il Gran Premio motociclistico degli Stati Uniti 1993 fu il tredicesimo e penultimo Gran Premio della stagione e si disputò il 12 settembre 1993 sul circuito di Laguna Seca.
Nella classe 500 il vincitore fu John Kocinski a bordo di una Cagiva, ottenendo la seconda vittoria per il costruttore nel motomondiale, davanti ad Alex Barros e a Luca Cadalora, mentre Kevin Schwantz, prossimo al titolo mondiale data l'assenza di Wayne Rainey dopo il grave infortunio di Misano, chiuse al quarto posto. Nella 250 la vittoria andò a Loris Capirossi, che precedette i connazionali Doriano Romboni e Loris Reggiani e si portò in testa alla classifica con 10 punti di vantaggio su Tetsuya Harada, quinto al traguardo. In 125 Dirk Raudies ottenne il suo nono successo dell'anno, incrementando il distacco su Kazuto Sakata a 22 lunghezze ad una gara dal termine.

## Classe 500

### Arrivati al traguardo
| Pos. | Nº | Pilota            | Squadra                 | Motocicletta  | Giri | Tempo     | Griglia | Punti |
| ---- | -- | ----------------- | ----------------------- | ------------- | ---- | --------- | ------- | ----- |
| 1º   | 3  | John Kocinski     | Cagiva Team Agostini    | Cagiva        | 33   | 48:17.165 | 2       | 25    |
| 2º   | 9  | Alex Barros       | Lucky Strike Suzuki     | Suzuki        | 33   | +6.375    | 3       | 20    |
| 3º   | 7  | Luca Cadalora     | Marlboro Team Roberts   | Yamaha        | 33   | +10.489   | 5       | 16    |
| 4º   | 34 | Kevin Schwantz    | Lucky Strike Suzuki     | Suzuki        | 33   | +18.265   | 4       | 13    |
| 5º   | 4  | Daryl Beattie     | Rothmans Honda          | Honda         | 33   | +19.493   | 6       | 11    |
| 6º   | 6  | Shin'ichi Itō     | HRC Rothmans Honda      | Honda         | 33   | +37.292   | 8       | 10    |
| 7º   | 8  | Àlex Crivillé     | Marlboro Honda Pons     | Honda         | 33   | +39.317   | 9       | 9     |
| 8º   | 11 | Niall Mackenzie   | Valvoline Team WCM      | ROC Yamaha    | 33   | +42.851   | 11      | 8     |
| 9º   | 28 | John Reynolds     | Padgett's Motorcycles   | Harris Yamaha | 33   | +1:16.177 | 10      | 7     |
| 10º  | 30 | Juan López Mella  | Lopez Mella Racing      | ROC Yamaha    | 32   | +1 giro   | 15      | 6     |
| 11º  | 32 | José Kuhn         | Euromoto                | Yamaha        | 32   | +1 giro   | 17      | 5     |
| 12º  | 20 | Jeremy McWilliams | Millar Racing           | Yamaha        | 32   | +1 giro   | 20      | 4     |
| 13º  | 29 | Sean Emmett       | Shell Team Harris       | Harris Yamaha | 32   | +1 giro   | 28      | 3     |
| 14º  | 23 | Serge David       | Team ROC                | ROC Yamaha    | 32   | +1 giro   | 25      | 2     |
| 15º  | 21 | Laurent Naveau    | Euro Team               | ROC Yamaha    | 32   | +1 giro   | 19      | 1     |
| 16º  | 43 | David Jefferies   | Peter Graves Racing     | Harris Yamaha | 32   | +1 giro   | 27      |       |
| 17º  | 15 | Tsutomu Udagawa   | Team Udagawa            | ROC Yamaha    | 32   | +1 giro   | 21      |       |
| 18º  | 16 | Michael Rudroff   | Rallye Sport            | Harris Yamaha | 32   | +1 giro   | 13      |       |
| 19º  | 33 | Andreas Meklau    | Austrian Racing Company | ROC Yamaha    | 32   | +1 giro   | 33      |       |
| 20º  | 31 | Bruno Bonhuil     | MTD Objectif 500        | ROC Yamaha    | 31   | +2 giri   | 30      |       |

### Ritirati
| Nº | Pilota          | Squadra               | Motocicletta  | Giri | Griglia |
| -- | --------------- | --------------------- | ------------- | ---- | ------- |
| 2  | Mick Doohan     | Rothmans Honda        | Honda         | 27   | 1       |
| 42 | Andrew Stroud   | Team Harris           | Harris Yamaha | 19   | 23      |
| 18 | Bernard Garcia  | Yamaha Motor France   | Yamaha        | 17   | 16      |
| 24 | Cees Doorakkers | Doorakkers Racing     | Harris Yamaha | 12   | 24      |
| 5  | Doug Chandler   | Cagiva Team Agostini  | Cagiva        | 11   | 7       |
| 12 | Mat Mladin      | Cagiva Team Agostini  | Cagiva        | 11   | 18      |
| 74 | Danny Walker    | Southwest Motorsports | Harris Yamaha | 11   | 32      |
| 22 | Kevin Mitchell  | MBM Racing            | Harris Yamaha | 6    | 26      |
| 27 | Renzo Colleoni  | Team Elit             | ROC Yamaha    | 5    | 22      |
| 14 | Marco Papa      | Librenti Corse        | Librenti      | 4    | 31      |
| 25 | Thierry Crine   | Ville de Paris        | ROC Yamaha    | 1    | 29      |
| 36 | Lucio Pedercini | Team Pedercini        | ROC Yamaha    | 0    | 14      |

### Non partito
| Nº | Pilota          | Squadra             | Motocicletta | Griglia |
| -- | --------------- | ------------------- | ------------ | ------- |
| 19 | Freddie Spencer | Yamaha Motor France | ROC Yamaha   | 12      |

## Classe 250

### Arrivati al traguardo
| Pos. | Nº | Pilota                    | Motocicletta | Giri | Tempo     | Griglia | Punti |
| ---- | -- | ------------------------- | ------------ | ---- | --------- | ------- | ----- |
| 1º   | 65 | Loris Capirossi           | Honda        | 31   | 46:04.505 | 1       | 25    |
| 2º   | 10 | Doriano Romboni           | Honda        | 31   | +1.381    | 4       | 20    |
| 3º   | 13 | Loris Reggiani            | Aprilia      | 31   | +3.803    | 8       | 16    |
| 4º   | 6  | Alberto Puig              | Honda        | 31   | +3.881    | 5       | 13    |
| 5º   | 31 | Tetsuya Harada            | Yamaha       | 31   | +4.619    | 10      | 11    |
| 6º   | 3  | Pierfrancesco Chili       | Yamaha       | 31   | +12.279   | 7       | 10    |
| 7º   | 14 | Nobuatsu Aoki             | Honda        | 31   | +18.166   | 12      | 9     |
| 8º   | 4  | Helmut Bradl              | Honda        | 31   | +19.861   | 9       | 8     |
| 9º   | 18 | Tadayuki Okada            | Honda        | 31   | +28.044   | 13      | 7     |
| 10º  | 75 | Kenny Roberts Jr.         | Yamaha       | 31   | +44.751   | 16      | 6     |
| 11º  | 34 | Luis d'Antín              | Honda        | 31   | +45.113   | 6       | 5     |
| 12º  | 30 | Juan Bautista Borja       | Honda        | 31   | +55.484   | 19      | 4     |
| 13º  | 27 | Frédéric Protat           | Aprilia      | 31   | +56.529   | 17      | 3     |
| 14º  | 38 | Carlos Checa              | Honda        | 31   | +57.555   | 26      | 2     |
| 15º  | 28 | Adrian Bosshard           | Honda        | 31   | +1:02.409 | 22      | 1     |
| 16º  | 24 | Patrick van den Goorbergh | Aprilia      | 31   | +1:02.565 | 21      |       |
| 17º  | 36 | Pere Riba                 | Honda        | 31   | +1:04.795 | 23      |       |
| 18º  | 23 | Bernard Haenggeli         | Aprilia      | 31   | +1:15.641 | 25      |       |
| 19º  | 22 | Luis Maurel               | Aprilia      | 30   | +1 giro   | 27      |       |
| 20º  | 26 | Bernd Kassner             | Aprilia      | 30   | +1 giro   | 28      |       |
| 21º  | 51 | Jean Pierre Jeandat       | Aprilia      | 30   | +1 giro   | 29      |       |
| 22º  | 43 | Massimo Pennacchioli      | Honda        | 30   | +1 giro   | 30      |       |

### Ritirati
| Nº | Pilota               | Motocicletta | Giri | Griglia |
| -- | -------------------- | ------------ | ---- | ------- |
| 5  | Max Biaggi           | Honda        | 30   | 3       |
| 16 | Andreas Preining     | Aprilia      | 26   | 18      |
| 20 | Eskil Suter          | Aprilia      | 22   | 14      |
| 37 | Simon Crafar         | Suzuki       | 20   | 20      |
| 11 | Wilco Zeelenberg     | Aprilia      | 17   | 15      |
| 17 | Jean-Philippe Ruggia | Aprilia      | 15   | 2       |
| 7  | Jochen Schmid        | Yamaha       | 15   | 11      |
| 44 | Jean-Michel Bayle    | Aprilia      | 7    | 24      |
| 32 | Volker Bähr          | Honda        | 0    | 31      |

### Non qualificato
| Nº | Pilota     | Motocicletta |
| -- | ---------- | ------------ |
| 74 | Jim Filice | Suzuki       |

## Classe 125

### Arrivati al traguardo
| Pos. | Nº | Pilota             | Motocicletta | Giri | Tempo     | Griglia | Punti |
| ---- | -- | ------------------ | ------------ | ---- | --------- | ------- | ----- |
| 1º   | 5  | Dirk Raudies       | Honda        | 29   | 45:40.444 | 3       | 25    |
| 2º   | 8  | Kazuto Sakata      | Honda        | 29   | +0.142    | 1       | 20    |
| 3º   | 3  | Ralf Waldmann      | Aprilia      | 29   | +3.527    | 2       | 16    |
| 4º   | 7  | Noboru Ueda        | Honda        | 29   | +10.482   | 12      | 13    |
| 5º   | 24 | Haruchika Aoki     | Honda        | 29   | +10.562   | 9       | 11    |
| 6º   | 36 | Takeshi Tsujimura  | Honda        | 29   | +11.052   | 11      | 10    |
| 7º   | 31 | Garry McCoy        | Aprilia      | 29   | +23.196   | 15      | 9     |
| 8º   | 15 | Oliver Petrucciani | Aprilia      | 29   | +44.727   | 5       | 8     |
| 9º   | 16 | Ezio Gianola       | Honda        | 29   | +46.318   | 10      | 7     |
| 10º  | 37 | Manfred Geissler   | Aprilia      | 29   | +48.614   | 16      | 6     |
| 11º  | 14 | Oliver Koch        | Honda        | 29   | +48.627   | 13      | 5     |
| 12º  | 6  | Jorge Martínez     | Honda        | 29   | +55.086   | 20      | 4     |
| 13º  | 42 | Shin'ya Satō       | Honda        | 29   | +58.264   | 22      | 3     |
| 14º  | 21 | Stefan Kurfiss     | Aprilia      | 29   | +1:26.870 | 19      | 2     |
| 15º  | 25 | Neil Hodgson       | Honda        | 29   | +1:27.437 | 23      | 1     |
| 16º  | 2  | Fausto Gresini     | Honda        | 29   | +1:27.609 | 21      |       |
| 17º  | 33 | Stefan Prein       | Honda        | 29   | +2:10.455 | 24      |       |
| 18º  | 43 | Manuel Hernández   | Aprilia      | 28   | +1 giro   | 29      |       |
| 19º  | 10 | Hans Spaan         | Honda        | 28   | +1 giro   | 28      |       |
| 20º  | 27 | Julián Miralles    | Honda        | 28   | +1 giro   | 30      |       |
| 21º  | 29 | Arie Molenaar      | Honda        | 28   | +1 giro   | 25      |       |
| 22º  | 22 | Lucio Cecchinello  | Gazzaniga    | 28   | +1 giro   | 33      |       |
| 23º  | 74 | Chris D'Aluisio    | Honda        | 28   | +1 giro   | 31      |       |
| 24ª  | 67 | Daniela Tognoli    | Honda        | 27   | +2 giri   | 36      |       |

### Ritirati
| Nº | Pilota            | Motocicletta | Giri | Griglia |
| -- | ----------------- | ------------ | ---- | ------- |
| 17 | Akira Saitō       | Honda        | 21   | 14      |
| 9  | Carlos Giró       | Aprilia      | 21   | 6       |
| 12 | Herri Torrontegui | Aprilia      | 21   | 17      |
| 20 | Manfred Baumann   | Honda        | 20   | 32      |
| 41 | Luis Álvaro       | Honda        | 14   | 27      |
| 11 | Peter Öttl        | Aprilia      | 12   | 4       |
| 28 | Luigi Ancona      | Honda        | 10   | 18      |
| 65 | Gabriele Debbia   | Honda        | 8    | 26      |
| 19 | Kin'ya Wada       | Honda        | 7    | 7       |
| 4  | Bruno Casanova    | Aprilia      | 7    | 8       |
| 30 | Giovanni Palmieri | Aprilia      | 4    | 35      |
| 75 | John Cornwell     | Honda        | 0    | 34      |